# Lingua nǀu
La lingua nǀu (anche conosciuta come nǁng) è una lingua parlata nell'Africa sudoccidentale (Repubblica Sudafricana), appartenente alla famiglia delle lingue khoisan. La lingua è conosciuta anche con i nomi di ǂKhomani, Ng'uki, Nghuki.
La lingua nǀu è una lingua al giorno d'oggi moribonda, dal momento che risulta parlata (anno 2005) da 12 persone, tutti individui anziani della omonima popolazione. La stragrande maggioranza dei circa 500 rappresentanti della popolazione nǀu usano come prima lingua il nama o l'afrikaans.
Come in altre lingue del gruppo tuu, anche nella lingua nǀu è presente un ampio insieme di consonanti clic; il simbolo "ǀ" che compare nel nome della lingua indica un clic dentale. Proprio a causa di questa ricchezza, alcuni dei pochi parlanti ancora vivi di questa lingua sono stati oggetto di uno studio effettuato nel 2009 e volto alla comprensione dei meccanismi di pronuncia delle consonanti clic.